# Жуйнек
Жуйне́к (каз. Жүйнек) — село у складі Сауранського району Туркестанської області Казахстану. Адміністративний центр Жуйнецького сільського округ.
До 2007 року село називалось Комуна.
Населення — 6332 особи (2021; 5242 у 2009, 3640 у 1999, 2339 у 1989).